# رالف في. بروت
رالف في. بروت (بالإنجليزية: Ralph V. Pruitt)‏ هو مهندس أمريكي، ولد في 31 يوليو 1936.